# Éric Bernard
Éric Bernard, francoski dirkač Formule 1, * 24. avgust 1964, Martigues, Francija.
Éric Bernard je upokojeni francoski dirkač Formule 1. Debitiral je v sezoni 1989 na domači Veliki nagradi Francije, ko je dosegel enajsto mesto. Prva uvrstitev med dobitnike točk mu je uspela na četrti dirki naslednje sezone 1990 za Veliko nagrado Monaka, ko je dosegel šesto mesto, rezultat ki ga je v tej sezoni dosegel tudi na Veliki nagradi Madžarske, na Veliki nagradi Velike Britanije pa je dosegel četrto mesto. V sezoni 1991 je dosegel le eno šesto mesto na Veliki nagradi Mehike. Po dveh sezonah premora se je vrnil v Formulo 1 v sezoni 1994 in tudi dosegel le eno uvrstitev med dobitnike točk, toda to je bilo tretje mesto na Veliki nagradi Nemčije, kar je njegov najboljši rezultat kariere. Po koncu sezone 1994 ni več nikoli dirkal v Formuli 1.

## Popolni rezultati Formule 1
(legenda) (odebeljene dirke pomenijo najboljši štartni položaj, poševne pa najhitrejši krog, †-uvrščen kljub odstopu)
| Leto | Moštvo                 | Šasija            | Motor           | 1       | 2       | 3       | 4       | 5       | 6       | 7       | 8      | 9       | 10      | 11      | 12      | 13      | 14      | 15      | 16      | Prv | Toč |
| ---- | ---------------------- | ----------------- | --------------- | ------- | ------- | ------- | ------- | ------- | ------- | ------- | ------ | ------- | ------- | ------- | ------- | ------- | ------- | ------- | ------- | --- | --- |
| 1989 | Equipe Larrousse       | Lola LC89         | Lamborghini V12 | BRA     | SMR     | MON     | MEH     | ZDA     | KAN     | FRA 11  | VB Ret | NEM     | MAD     | BEL     | ITA     | POR     | ŠPA     | JAP     | AVS     | -   | 0   |
| 1990 | Espo Larrousse F1      | Lola LC89B        | Lamborghini V12 | ZDA 8   | BRA Ret |         |         |         |         |         |        |         |         |         |         |         |         |         |         | 13. | 5   |
| 1990 | Espo Larrousse F1      | Lola 90           | Lamborghini V12 |         |         | SMR 13  | MON 6   | KAN 9   | MEH Ret | FRA 8   | VB 4   | NEM Ret | MAD 6   | BEL 9   | ITA Ret | POR Ret | ŠPA Ret | JAP Ret | AVS Ret | 13. | 5   |
| 1991 | Larrousse F1           | Larrousse Lola 91 | Cosworth V8     | ZDA Ret | BRA Ret | SMR Ret | MON 9   | KAN Ret | MEH 6   | FRA Ret | VB Ret | NEM Ret | MAD Ret | BEL Ret | ITA Ret | POR DNQ | ŠPA Ret | JAP DNQ | AVS Inj | 18. | 1   |
| 1994 | Ligier Gitanes Blondes | Ligier JS39B      | Renault V10     | BRA Ret | PAC 10  | SMR 12  | MON Ret | ŠPA 8   | KAN 13  | FRA Ret | VB 13  | NEM 3   | MAD 10  | BEL 10  | ITA 7   | POR 10  |         |         |         | 18. | 4   |
| 1994 | Team Lotus             | Lotus 109         | Mugen Honda V10 |         |         |         |         |         |         |         |        |         |         |         |         |         | EU 18   | JAP     | AVS     | 18. | 4   |